# Leptataspis pirollei
Leptataspis pirollei är en insektsart som beskrevs av Victor Lallemand 1912. Leptataspis pirollei ingår i släktet Leptataspis och familjen spottstritar. Inga underarter finns listade i Catalogue of Life.